# Zespół Folklorystyczny Bystrzyca
Zespół Folklorystyczny Bystrzyca – zaolziański zespół taneczny „Bystrzyca“, działający w Bystrzycy od 1984 roku.

## Historia zespołu
Zespół Folklorystyczny Bystrzyca powstał z inicjatywy Klubu Młodych w 1984 roku przy Miejscowym Kole Polskiego Związku Kulturalno – Oświatowego w Bystrzycy. Jego założycielami byli  Maria i Leonard Podzemni, którzy byli aktywni do 2006 roku. Zespół prowadzili wraz z córką Dagmar Laryszową. Początkowo tańczono w zespole tańce polskie i śląskie, które (wraz z nowymi  od 2006 r. kierownikami, Ewą i Michałem Nemcami) stopniowo kierowały bardziej w stronę folkloru beskidskiego i folkloru słowackiego. Od 2017 r. kierownikiem jest Renata Polok. W roku 2019 zespół liczył 25 członków od 15 do 26 lat.

## Repertuar
Podstawą repertuaru ZF „Bystrzyca“ jest folklor Podbeskidzia i obejmuje pieśni, tańce, zwyczaje i obrzędy regionu Zaolziańskiego. W programie są m.in. gorolska polka, lyndra, rejna, szotmadziar, owięziok. Zaczące miejsce w repertuarze zespołu ma taniec  „mietlorz“, ponieważ Bystrzyca znana była z wyrobu mioteł, a jej  mieszkańców nazywano „mietlorze“. Te układy można zobaczyć w Jabłonkowie na Gorolskim Święcie i również na Tygodniu Kultury Beskidzkiej. Oprócz folkloru zaolziańskiego zespół prezentuje tradycyjny polski polonez, valašsko, żywiec, mazur, ale także tańce ze Słowacji.

## Międzynarodowy Świętojański Festiwal Folklorystyczny

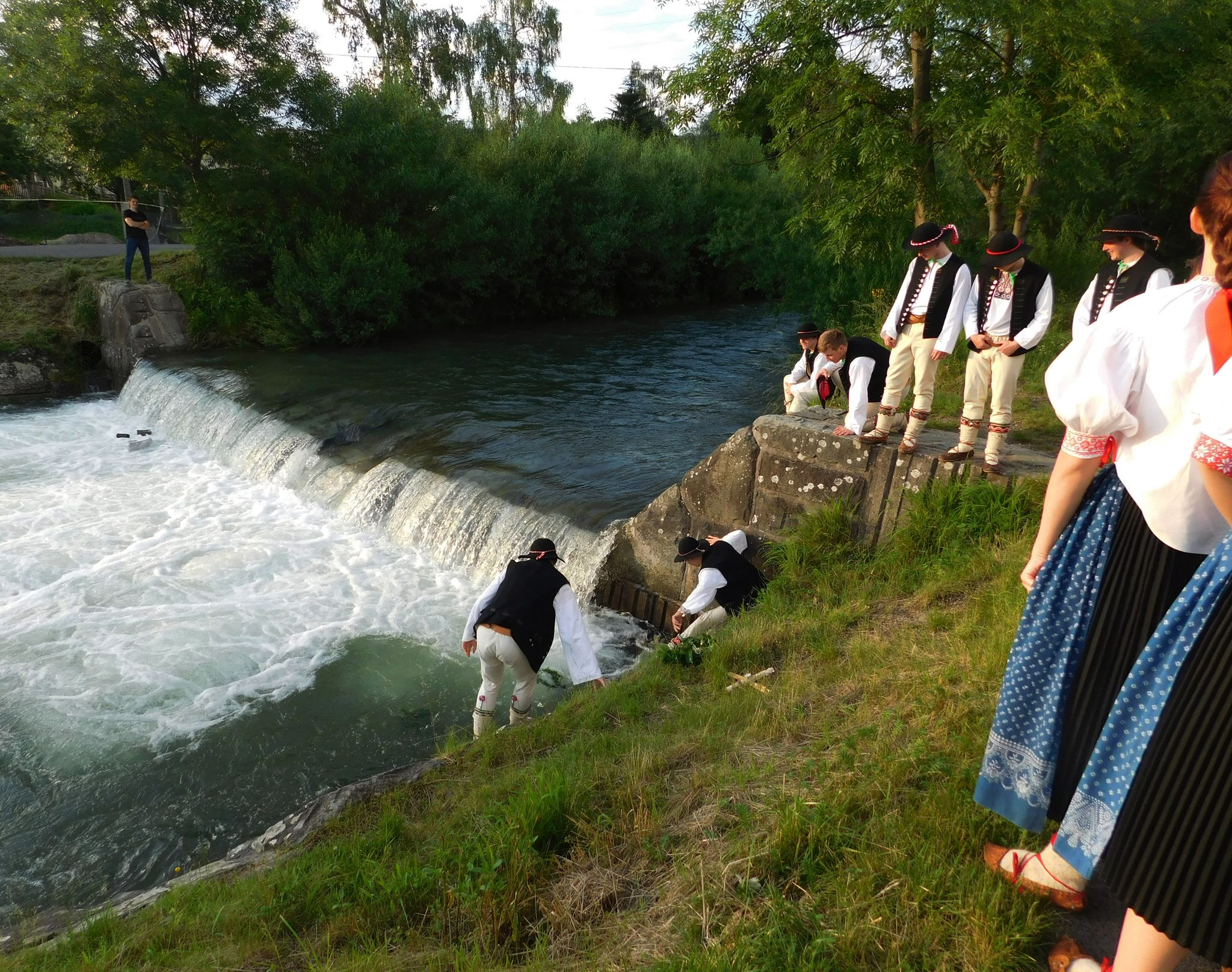
Międzynarodowy Świętojański Festiwal Folklorystyczny

ZF Bystrzyca wraz z gminą Bystrzyca od 2008 roku corocznie organizują Międzynarodowy Świętojański Festiwal Folklorystyczny tzw. Świynty Jón. Celem festiwalu jest ożywianie obrzędów ludowych związanych z Nocą Świętojańską np. puszczanie wianków na potok Głuchówka. Na scenie w bystrzyckim Parku PZKO zazwyczaj występują zespoły „Bystrzyca“, „Łączka“, „Zaolzi“, „Górole“, ale także np. z Polski „Polany“ i ze Słowacji „Rovina“ i „Pilsko“.

## Wyjazdy
Zespół ze swoim programem reprezentował Zaolzie na festiwalach międzynarodowych we Francji (1990 r.), Turcji (2010 r.), Czarnogórze (2018 r.), Macedonii (2015 r.), Niemczech (2002 r.), na Litwie (2012 r.), na Słowacji (2017 r.), na Światowym Festiwalu Polonijnych Zespołów Folklorystycznych w Rzeszowie (1999 r. i 2002 r.) oraz w Polsce (Bydgoszcz 2000 r., 2001 r., 2013 r.).